# سولجر (کانزاس)
سولجر (به انگلیسی: Soldier) شهری در ایالت کانزاس کشور ایالات متحده آمریکا است که جمعیت آن در سرشماری سال ۲۰۱۰ میلادی، ۱۳۶ نفر بوده‌است.